# AIL ストーム
AIL ストーム（AIL Storm）は、イスラエルで開発、運用されている小型軍用車両である。ヘブライ語では"סופה"、AIL スーファ（AIL Sufa）となる。第二次世界大戦でアメリカ軍により多用されたジープ系車種の、直系の子孫に相当する。

## 概要
AIL ストームは、イスラエルのオートモーティブ・インダストリーズ社（AIL社）によって、クライスラー社のジープ・ラングラーをベースに開発された四輪駆動の小型軍用車である。ジープ・ラングラーはその名のとおり、第二次世界大戦時から続くジープの直系車種である。ジープ・ラングラーはこれまでにモデルチェンジによって、一代目のYJ、二代目のTJ、三代目のJKと進化しているが、AIL ストームの方も元車両にあわせ、Mk.1からMk.3に進化している。
本家アメリカ軍では、1960年代のM38A1の後、後継としてフォード社のM151、通称ケネディ・ジープを採用し、その後はハンヴィー系列に更新されており、ジープ系の車種が本格的に使用される事はなかった。
イスラエル国防軍でもM38A1の後継としてM151を採用し使用していたが、ジープラングラーをベースにしたAIL ストームが開発され、採用されたことで、ジープ系の車種が再び軍用車両として返り咲いたことになると言える。

## 形式

### AIL M240 ストーム Mk.1
AIL M240 ストーム Mk.1は、1990年頃から生産の始まった初代モデルで、ジープ・ラングラー YJおよびジープCJ-6、CJ-8系をベースに開発され、エンジンを除く車体がAIL社で生産されていた。
ストームMk.1には4.15m、4.49mの、2種類の車体長を持つフレームが用意され、フロントバンパー部にウィンチを装備することも可能である。エンジンには180馬力（4,700rpm）のAMC3.983リッター直列6気筒ガソリンエンジン、もしくは118馬力（4,200rpm）のフォルクスワーゲン製2.5リッター4気筒ターボチャージャー付きディーゼルエンジンが搭載されている。前輪は全浮動式車軸、後輪は半浮動式車軸で、4.15mのショートシャーシの場合アプローチアングルは40°、デパーチャーアングルは37°、4.49mのロングシャーシの場合アプローチアングルは40°、デパーチャーアングルは26.5°となっており、優れたオフロード走破能力を持つ。
ストームMk.1は最初からイスラエル国防軍向けとして開発された車両であったが、民間市販バージョンも販売された。民間型のストームMk.1はイスラエル国内だけでなく、南アメリカ、アフリカ、アジア等に輸出された。民間に流通したストーム Mk.1の多くは、イスラエル公的機関からの中古放出品であったが、一部は新車販売されたものである。また、エジプト国内にも生産ラインが構築され、エジプト軍でもストームMk.1が使用された。
ストームMK.1のソフトトップ型は、空挺能力を持つ偵察車両としてFN MAG、M2重機関銃あるいはM40 106mm無反動砲を装備しての作戦行動が可能である。長車体型のストームMk.1は、スイング式の機関銃マウントを装備し、M462 Abirと共に国境パトロール任務に使用された。ハードトップ型のストームMk.1は士官用乗用車としても使用された。また、ガザ地区等で暴徒鎮圧用途に投入された車両では、投石や火炎瓶の攻撃を防ぐため車体周囲をポリカーボネート製シールド板で防護し、制圧用の非殺傷兵器が装備された。
ストームMk.1は元々軽装のオフロード偵察車両として設計されていたが、市街地での低強度紛争の激化という環境の変化により、より高い防御力が要求されるケースも出現した。AIL社では、ストームMk.1の路外機動性、メンテナンス性などの能力を損なう事なく、また搭載されるエンジンにも変更を加えずに、限定的な防御力を付加する改修を行った。この装甲は7.62mm機関銃弾（徹甲弾）の貫通を防ぐ程度の物であったが、コストや重量とのバランスをとり、このレベルの装甲防御力が採用される事になった。装甲化されたストームMk.1の重量は約3,000kg程度となった。
装甲化されたストームMk.1には、他のイスラエル軍の装甲軍用車両に無い、"車体が小さい"というアドバンテージもあった。中東地域には「カスバ」と呼ばれる城塞都市構造をもつ市街があり、こうった場所では狭い路地が縦横に入り組んでいるため、装甲ハンヴィーやZeev装輪装甲車のような大柄の車体では進入が困難な場合でも、ストームMk.1であれば中に入り、武装兵士の展開や収容を行うことが可能であった。
ストームMk.1は2000年代中頃から、後述するストーム Mk.2あるいはMDT ダビデ軽装甲車に更新が開始された。

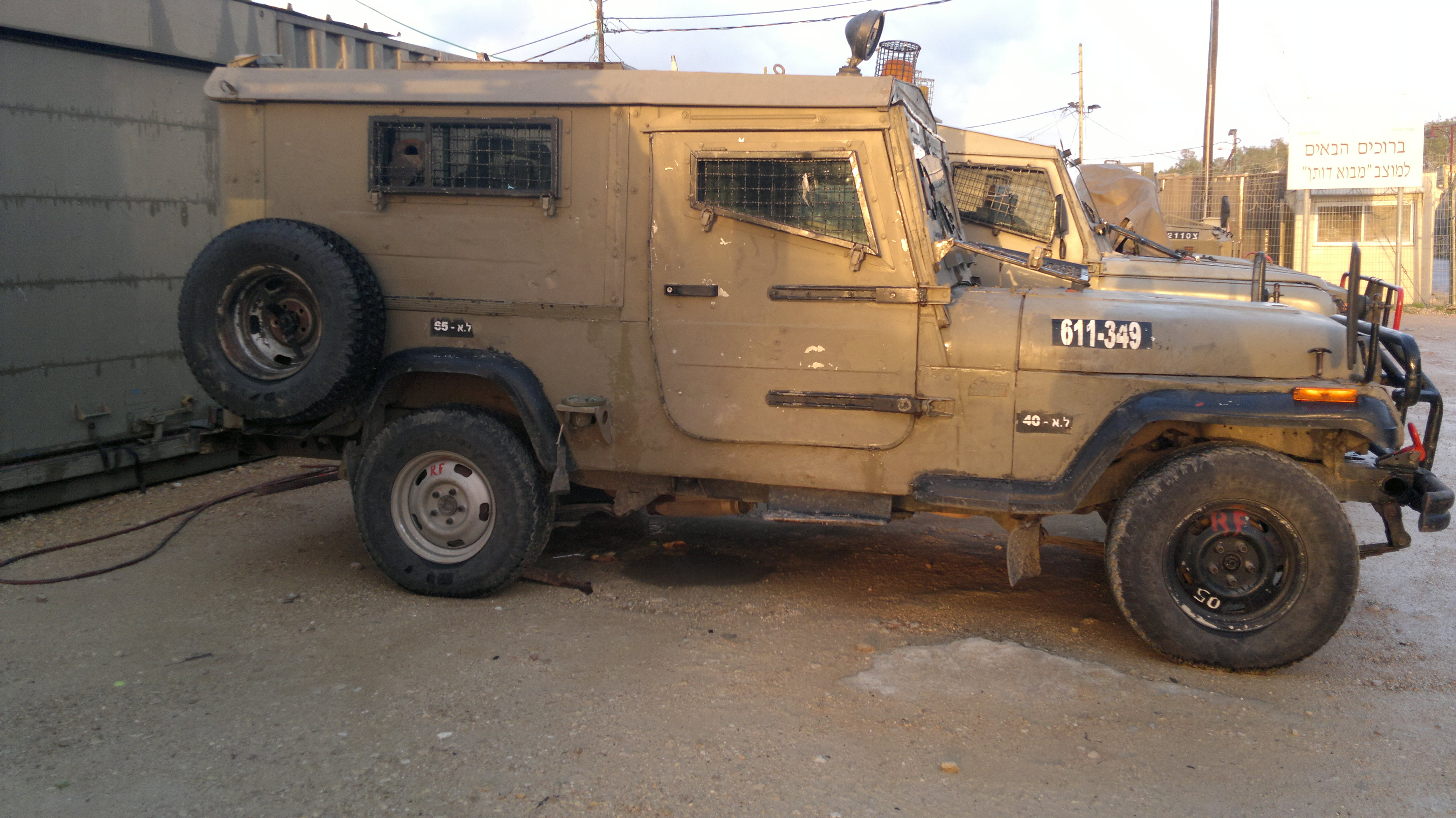
ストームMk.1装甲型
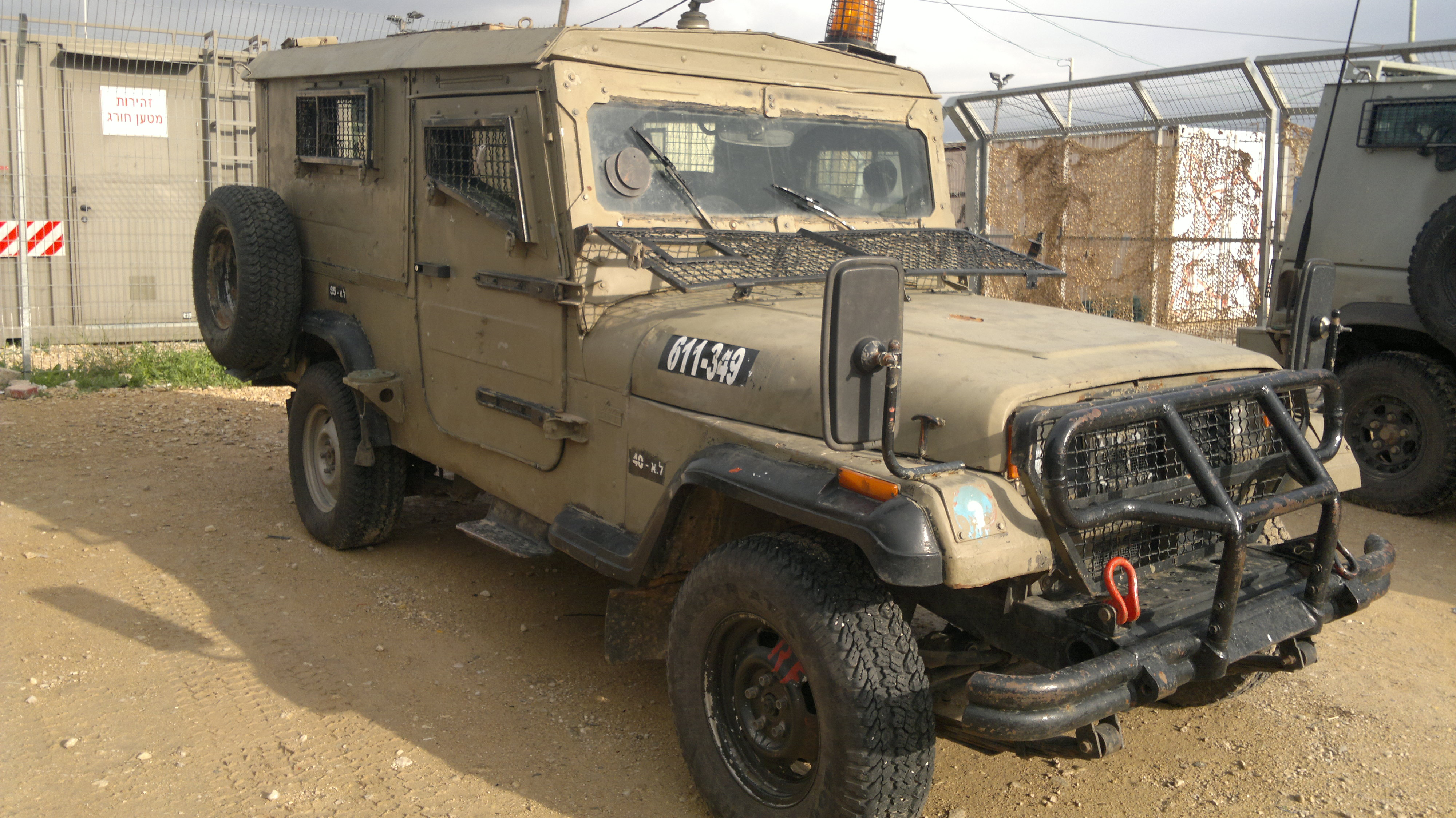
ストームMk.1装甲型
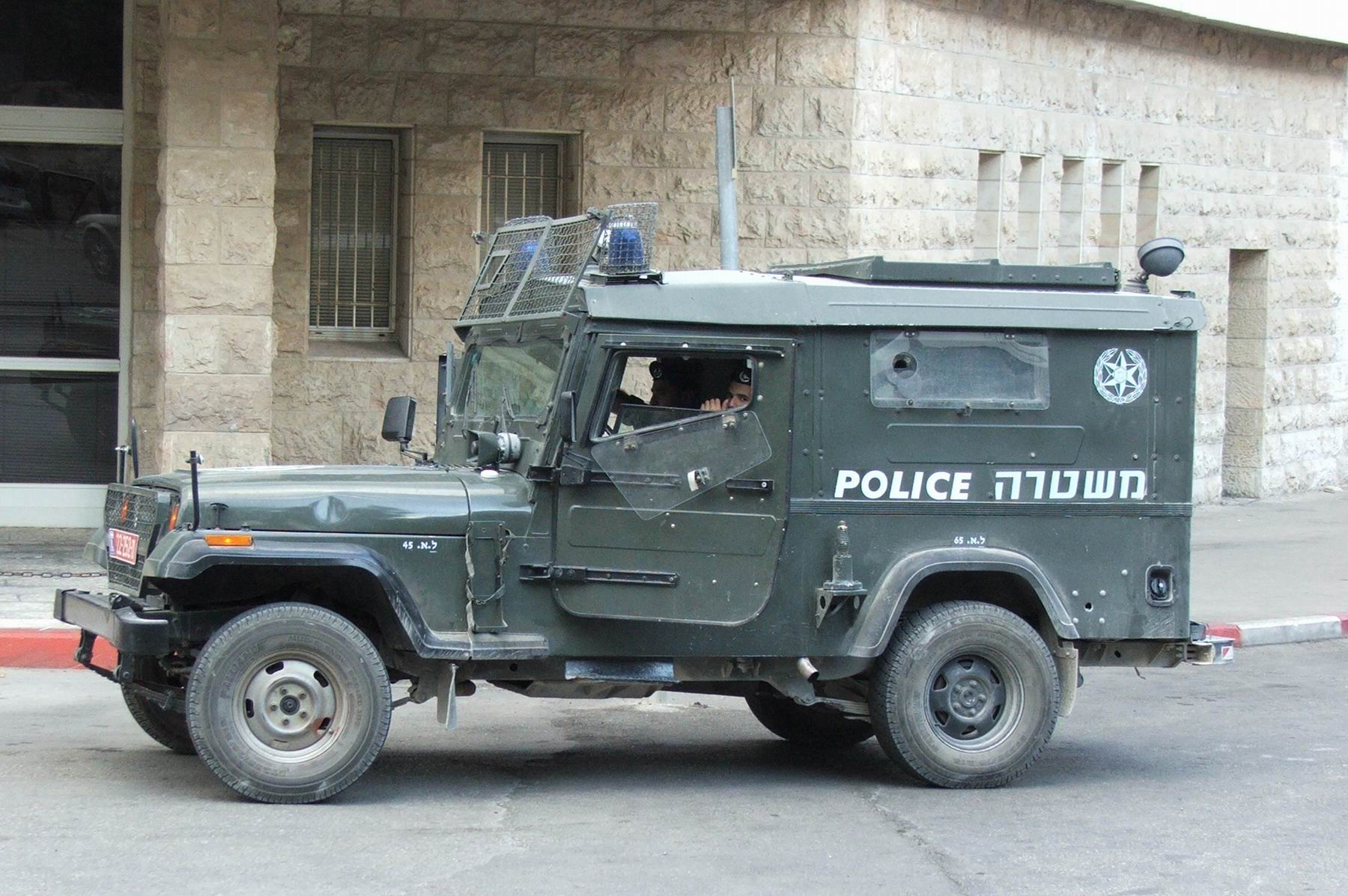
ストームMk.1装甲型、警察仕様
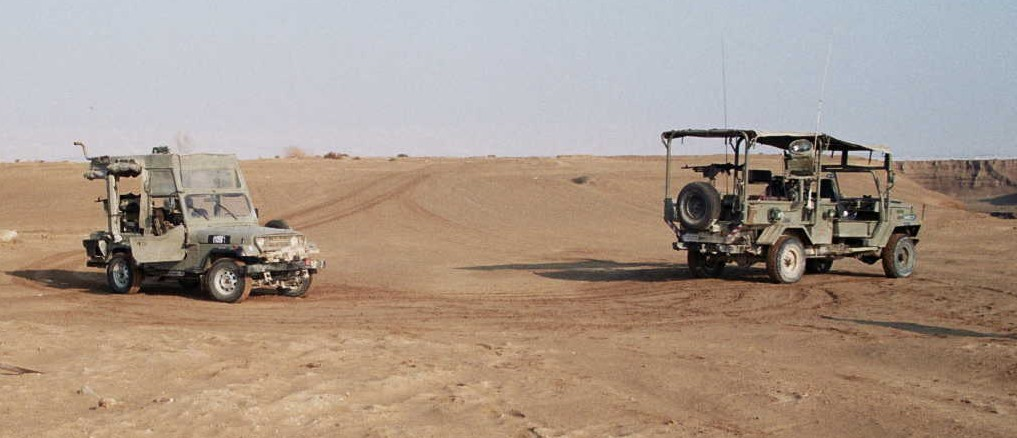
ストームMk.1偵察型（左）、 右はM462 Abir
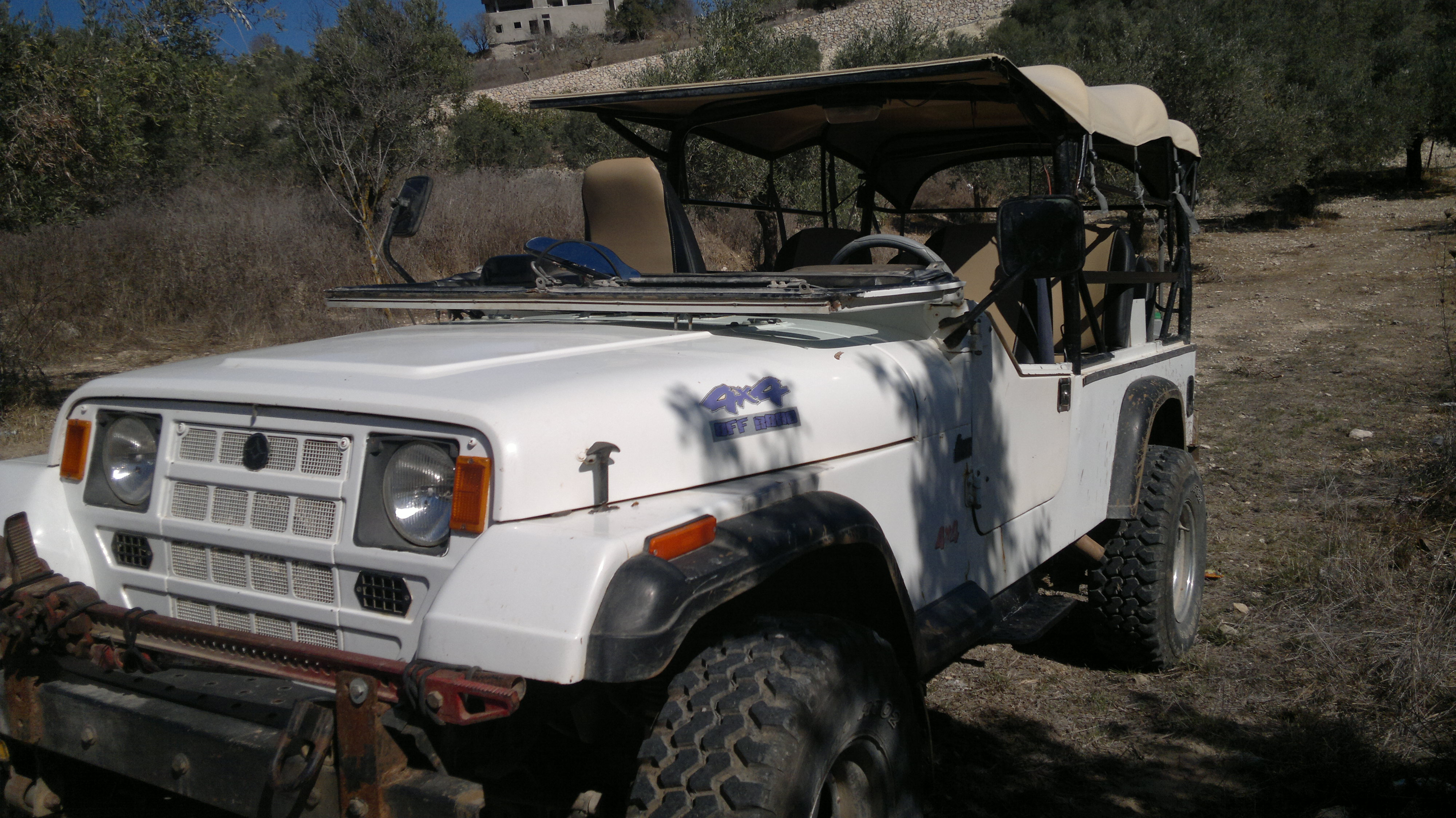
ストームMk.1民間型
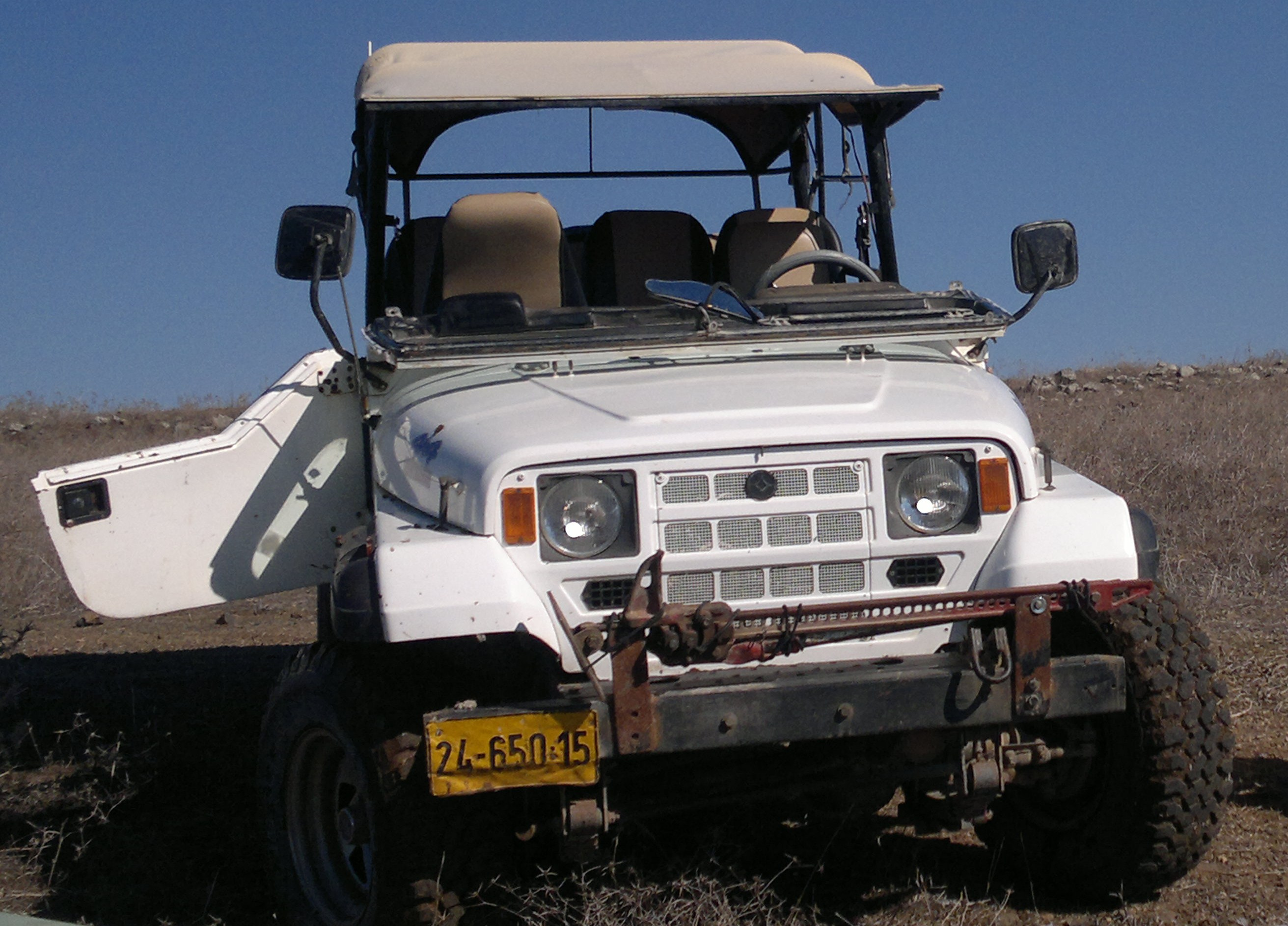
ストームMk.1民間型

### AIL M242 ストーム Mk.2
AIL M242 ストーム Mk.2は、2006年から生産の始まった2代目のモデルで、ストーム・コマンダーの名でも知られる。ストーム Mk.2はジープ・ラングラー TJをベースに開発され、ストームMk.1の現場での評価を元に改良が加えられている。最も目立つ相違点としては、後部座席ドアが追加され、4ドア仕様のコンバーチブルまたは5ドア仕様のハードトップとなった事が挙げられる。これ以外にも、サスペンション構造、走行装置の近代化、エアバッグ・エアコン等の装備など、改良は多岐に渡っている。エンジンそのものは、ストームMk.1と同じ物が搭載されている。ストームMk.2の民間市販は、外車の輸入関税が以前より安くなっている事などを背景として、未だ行われていない模様である。
ストームMk.2の装甲化バージョンも開発されている。装甲化されたストームMk.2には、オプションでVMモトーリ製2.8Lターボディーゼルエンジンへ、オートマチックトランスミッション、右ハンドル、ランフラットタイヤ、等の換装あるいは追加装備が行われる。
イスラエルでは2000年代中旬に、ストームMk.1の後継車種として、イギリス製のランドローバー・ディフェンダーをベースにアメリカのMDT Armor Corporation社で開発されたMDT ダビデ軽装甲車を採用するというアナウンスがなされ、AIL社では大きな打撃として受け止められたが、イスラエル軍では、MDT ダビデの採用は、あくまでもストームMk.2（あるいはMk.3）のテストが進み、生産が軌道に乗るまでの"繋ぎ"としての意味合いである、という見解が示された。
また、MDTダビデ軽装甲車が採用された経緯として、ストームMk.1の装甲バージョンについて、走行性能にやや問題があったという背景があった事から、ストームMk.1の非装甲バージョンをストームMk.2に、ストームMk.1の装甲バージョンをMDTダビデ軽装甲車に更新する、という動きで更新が進んでいるようである。

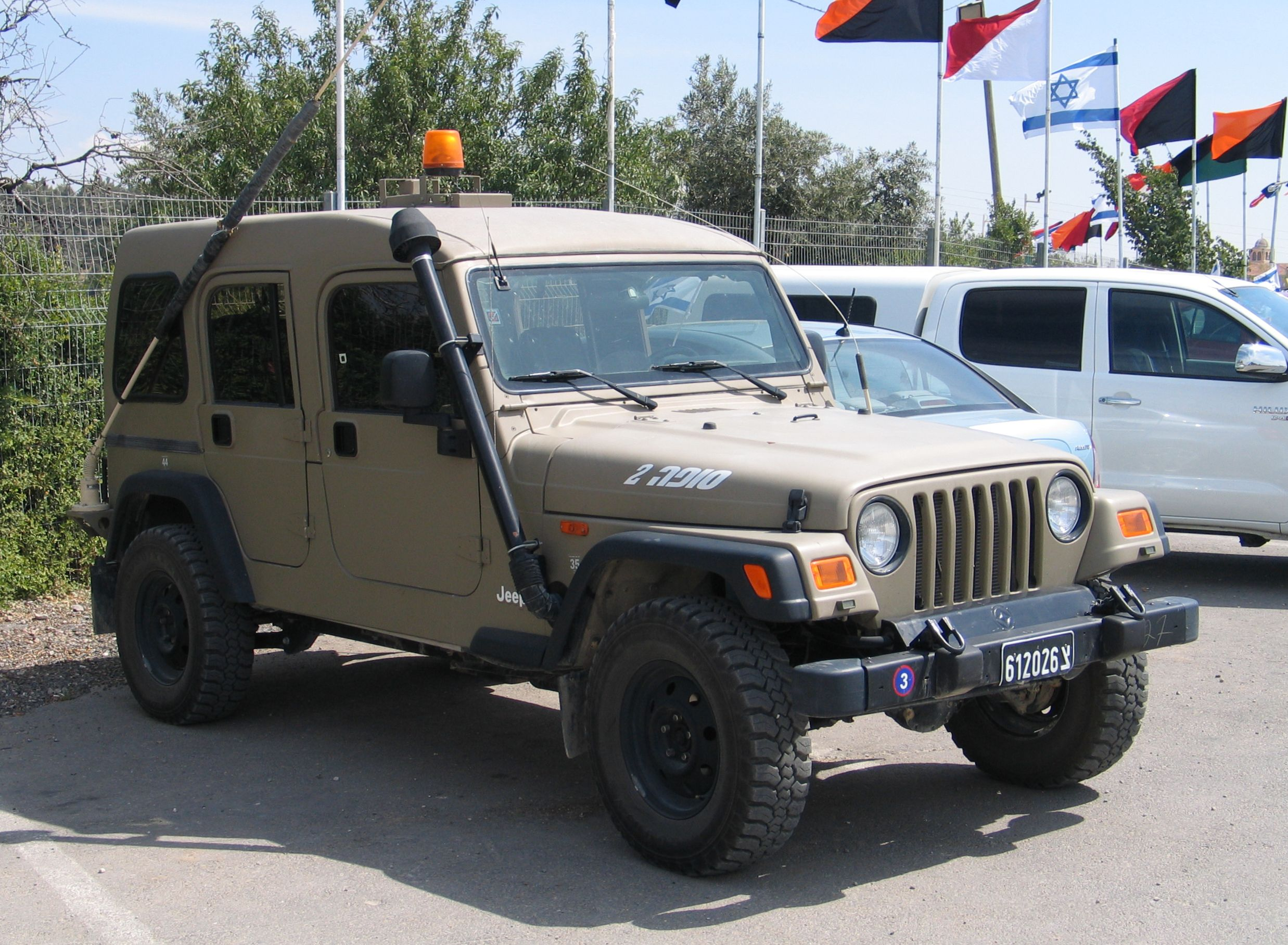
ストームMk.2 非装甲5ドアハードトップ型
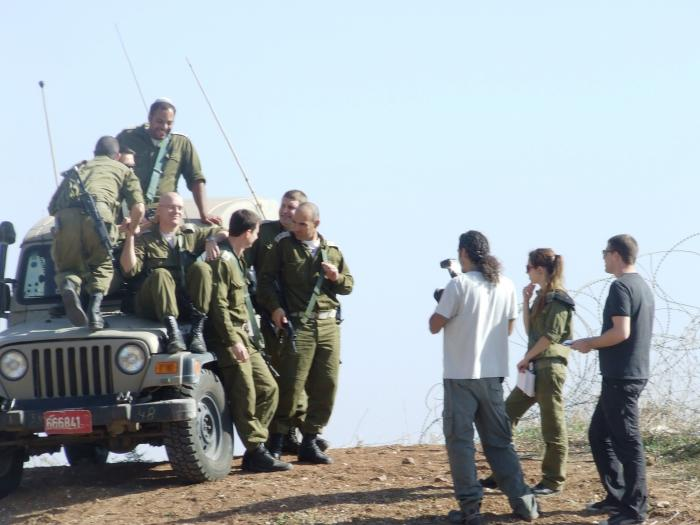
ストームMk.2 非装甲5ドアハードトップ型
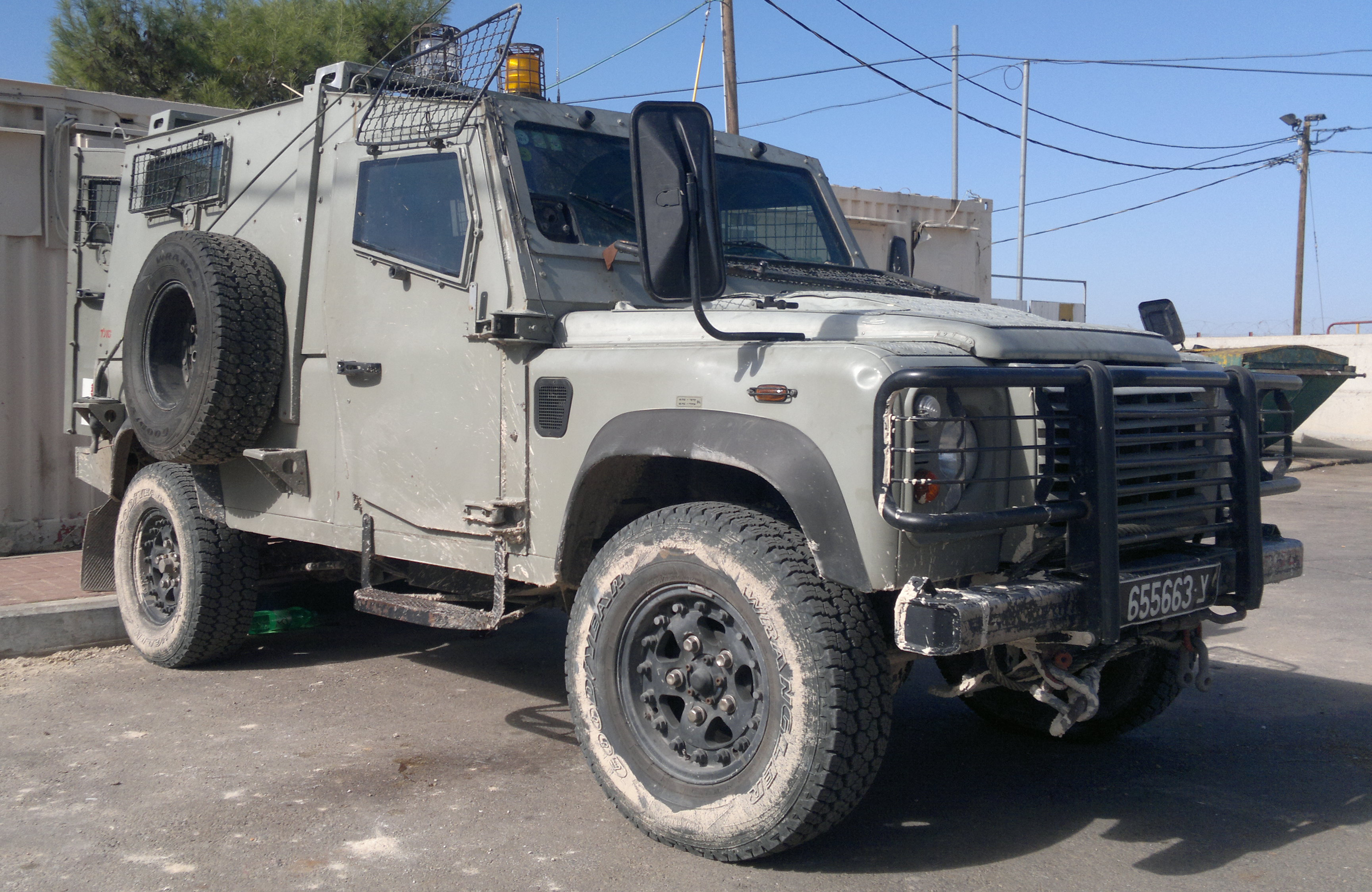
ストームMk.2の競合車種、 MDT ダビデ軽装甲車

### AIL M243 ストーム Mk.3
AIL M243 ストーム Mk.3は2008年6月から生産の始まった3代目モデルにあたり、2011年頃からイスラエル軍に配備されている。ベース車両がJeep J8に変更されており、エンジンは標準でVMモトーリ製2.8Lターボディーゼルエンジン、変速機はオートマチックトランスミッションとなっている。ストームMk.3は装甲化を視野にいれ、強化されたショックアブソーバーを装備する事などされている。
ストームMk.2と同様、ストームMk.3も最初は市販型ではなく軍用バージョンの生産が優先され、2009年頃からまずイスラエル警察に配備が始まった。その後はいくつかの国に装甲化バージョンを含め輸出もされている。また、ガソリンエンジン搭載タイプの製造も計画されている。
指揮車両型のストームMk.3は、5ドアタイプのハードトップ型で、大型の後部ドアから兵士が乗り降りしたり、通信設備を搭載する事が可能である。また、エアコンが装備されている。車内にはロールケージが装備され、乗員の安全性を高めている。装甲型のストームMk.3は、軽火器の攻撃に耐える程度の防御力を持ちながら、強化されたサスペンション、走行装置により、重量の増加と走行性能の維持を両立させている。また、長距離偵察型のストームMk.3も開発され、この車種には燃料タンク容量の増加、機関銃マウントの装備など、改修が行われている。

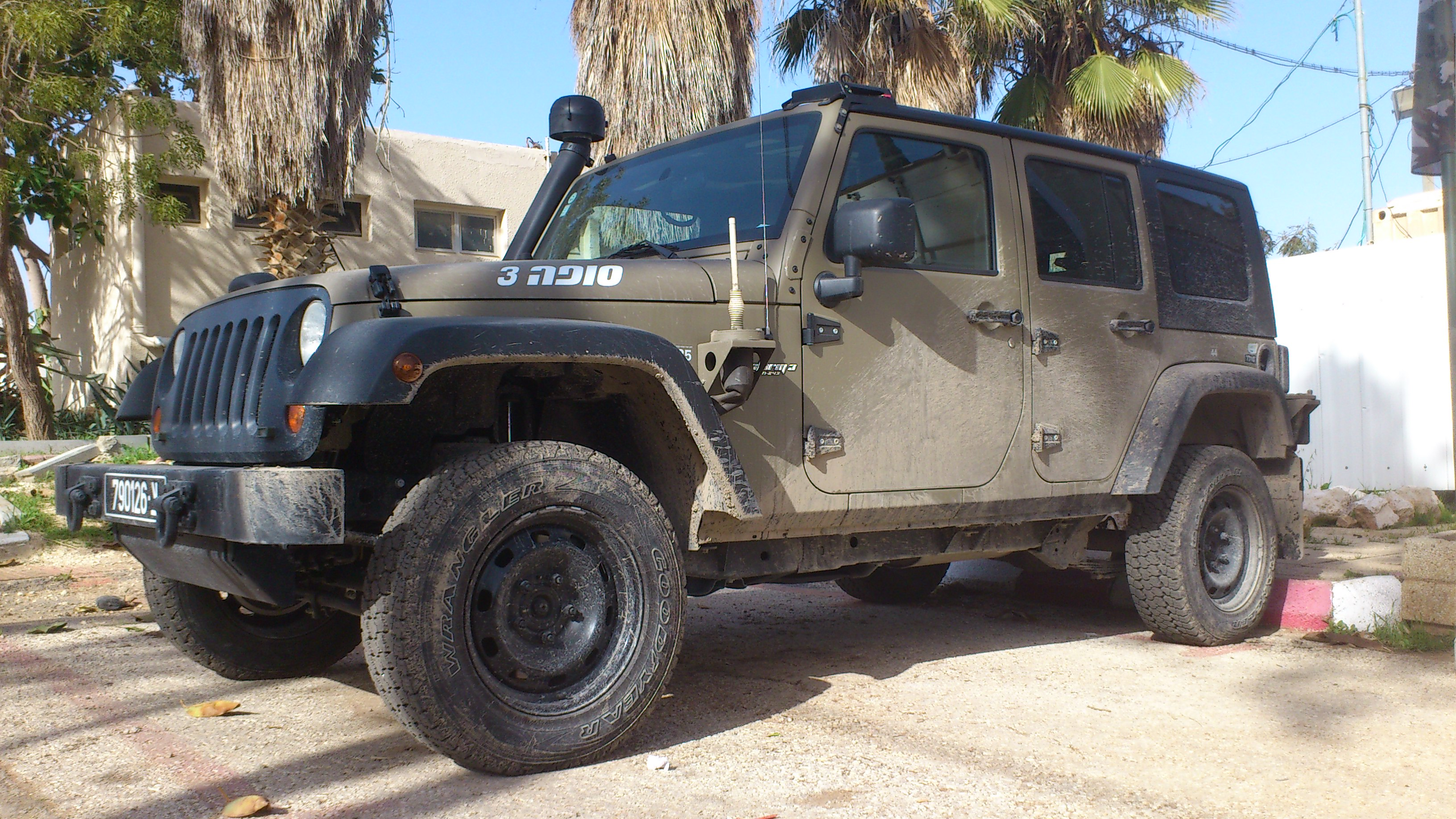
ストームMk.3 非装甲5ドアハードトップ型
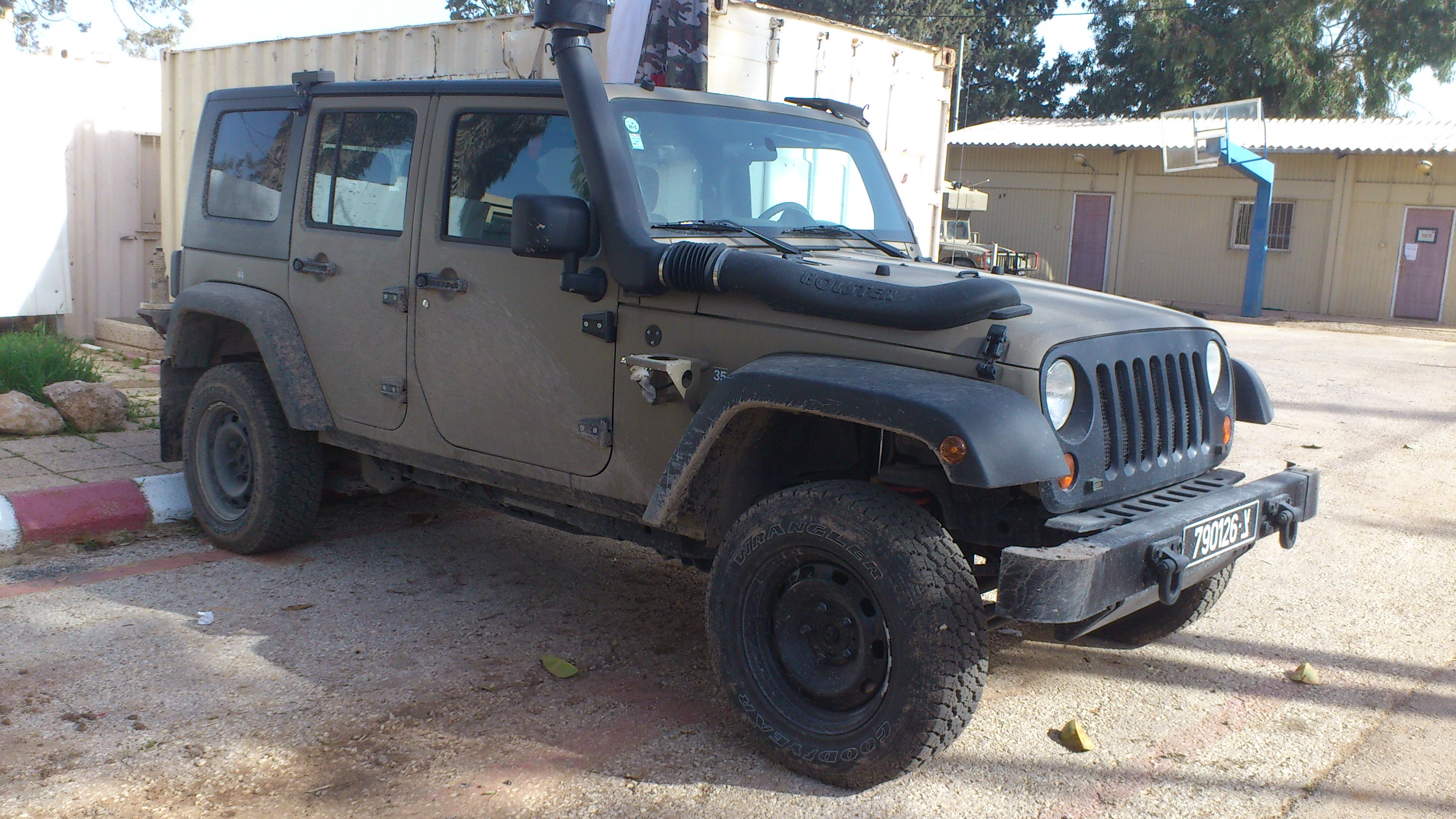
ストームMk.3 非装甲5ドアハードトップ型

## その他
AIL ストームについて、形式番号をM38A3等と表記する資料も見られるが、この形式番号は実際には使用されていないと見られる。